# Kate Stanbridge
Kate Stanbridge (ur. 3 grudnia 1976) – nowozelandzka judoczka.
Brązowa medalistka mistrzostw Oceanii w 2004. Wicemistrzyni kraju w 1994 i 2005 roku.